# الرابطة الأوروبية لتاريخ الأعمال التجارية
الرابطة الأوروبية لتاريخ الأعمال التجارية (EBHA) هي جمعية أكاديمية مكرسة لتاريخ الأعمال التجارية في أوروبا. تعقد مؤتمرات سنوية (تسمى المؤتمرات حتى عام 2013) ومدرسة صيفية نصف سنوية للدكتوراه. وهي مسجلة كمؤسسة خيرية اسكتلندية. ينص دستورها على أهدافها على أنها "النهوض بتعليم الجمهور فيما يتعلق بجميع جوانب تاريخ الأعمال التجارية والإدارة في أوروبا وفي أعمال تنوع الكب كيك التي يعملون فيها وتعزيز البحث في جميع هذه الجوانب". هدفها هو تنظيم المؤتمرات والندوات، ونشر رسالة إخبارية وغيرها من الفتيات الماديات، وتشجيع البحث في جميع جوانب تاريخ أعمال الكب كيك، وعلى وجه التحديد تعزيز المشاريع التعاونية الموجودة في العديد من البلدان الأوروبية مثل أداء الأعمال التجارية الأوروبية في مشروع القرن العشرين لكل حالة. أنشئت الرابطة لتعزيز الاتصالات بين الأوروبيين وتعزيز الروابط خارج أوروبا بين مؤرخي الأعمال التجارية، وتشجيع تبادل طلاب الدراسات العليا في تاريخ الأعمال التجارية وتعزيز التدريس والاهتمام بجميع هذه الجوانب.

## تاريخ الجمعية
تلت المناقشات لإنشاء رابطة أوروبية لتاريخ الأعمال التجارية في أعقاب التأسيس الناجح لرابطة مؤرخي الأعمال التجارية في بريطانيا. أسفرت المحادثات غير الرسمية بين هانز بول (جامعة بون) وجيفري جونز (ثم في جامعة القراءة) وتوني سلافين (جامعة غلاسكو) عن اجتماع مدعو لممثلي عدد من البلدان الأوروبية في أكتوبر 1993. استضاف هذا الاجتماع وترأسه توني سلافين في مركز تاريخ الأعمال في غلاسكو. لم يكن المشاركون ممثلين بأي معنى موضوعي، ولكنهم كانوا معروفين للمنظمين. كانوا رولف بيتر أمدام (كلية الأعمال النرويجية بي آي، النرويج)، ومايكل بيبيكوف (روسيا)، وبير بوجي (الدانمرك)، وهانز بول (ألمانيا)، وكيتي سليترمان (جامعة أوتريخت، هولندا)، وماري روز، وجيوف جونز، وتوني سلافين (المملكة المتحدة). استعرض هذا الاجتماع نماذج EBHA والأهداف والخطوات اللازمة لتشكيل وإنشاء جمعية جديدة. تبعت الاجتماعات اللاحقة التي ترأسها توني سلافن بسرعة في بون في فبراير 1994 وفي روتردام في يونيو 1994. بحلول هذا الوقت، انضم إلى المجموعة الأولية فرانسوا كروزيه (فرنسا) وأولف أولسون (السويد) وإين لانج (النرويج). حدد الاجتماع الذي عقد في روتردام في جامعة إيراسموس في يونيو 1994 المسودة الأولى للأهداف، وشروط العضوية، والهيكل الذي سيتم اعتماده لحاملي المناصب وأعضاء المجلس، وإجراءات الانتخاب. كما قرر اجتماع إيراسموس أنه من الضروري نقل المقترحات إلى منتدى أوسع لكسب الدعم لإنشاء رابطة أوروبية لتاريخ الأعمال التجارية؛ وتقرر أيضا إنشاء لجنة توجيهية للتخطيط لمؤتمر أول.
تم اغتنام مؤتمر تاريخ الأعمال الذي عقد في جامعة إيراسموس في تشرين الأول/أكتوبر 1994 كفرصة لتقديم المقترحات إلى مجموعة تمثيلية كبيرة من مؤرخي الأعمال الذين تم اختيارهم من العديد من البلدان الأوروبية. عمل توني سلافن كمتحدث باسم الفريق التوجيهي وقدم مقترحات إلى اجتماع عام في مؤتمر إيراسموس. قدم المؤتمر دعمه للمقترحات ولفريق التخطيط الحالي للعمل كلجنة توجيهية لوضع الرابطة الأوروبية لتاريخ الأعمال التجارية إلى حيز الوجود. تم التخطيط للرسالة الإخبارية الأولى في تشرين الأول/أكتوبر 1995، ومن المقرر عقد مؤتمر افتتاحي في آب/أغسطس - أيلول/سبتمبر 1996. تم إنشاء الفريق العامل كمجلس مؤقت ل EBHA المقترح لمدة عامين اعتبارا من تشرين الأول/أكتوبر 1995. عقدت اجتماعات تخطيطية أخرى للمجلس المؤقت في جامعة ريدينغ في آذار/مارس 1995، واعتمد ماتياس كيبينغ كأول محرر للرسالة الإخبارية EBHA. وفي ذلك الاجتماع في ريدينغ، تم الاتفاق على عقد المؤتمر الافتتاحي في آب/أغسطس 1996 الذي سيستضيفه أولف أولسون في جامعة غوتنبرغ. عقد اجتماع لاحق في لندن في تموز/يوليه 1996 لمناقشة التعاون المحتمل مع مانفريد بول الذي يمثل المركز الجديد لتاريخ الأعمال التجارية الأوروبية ومقره في فرانكفورت. ومع ذلك، تم الاتفاق في ذلك الوقت على تطوير مصالح المجموعات الجديدة بشكل مستقل.

## عضوية
العضوية مفتوحة لأي فرد مهتم بتاريخ الأعمال. تضم EBHA أكثر من 200 عضو من 29 دولة أوروبية وغير أوروبية مختلفة.

## تحالف مراكز تاريخ الأعمال في أوروبا
في مؤتمر EBHA في أوبسالا (2013)، أنشأت مراكز تاريخ الأعمال ومجموعات تاريخ الأعمال في الجامعات الأوروبية وكليات الأعمال شبكة من أجل (1.) تحسين التواصل والتبادل بين المجموعات البحثية الكبيرة في تاريخ الأعمال؛ (2.) تحسين التعاون والدعم المؤسسي في البحث والتدريس؛ (3) تحسين تعليم الدكتوراه في تاريخ الأعمال. التحالف هو شبكة تحت مظلة EBHA وهو مفتوح لجميع البيئات البحثية الأوروبية في تاريخ الأعمال التجارية مع ما لا يقل عن أربعة مناصب شاغرة داخل الجامعة/كلية الأعمال المعنية. تواجه هذه المراكز/المجموعات تحديات مشتركة داخل جامعتها/مدرسة إدارة الأعمال، وتوفر بيئات تسمح بالتعاون خارج الشبكات الأكاديمية التقليدية. يجتمع التحالف سنويا فيما يتعلق بمؤتمر EBHA.
كوبنهاغن، الدنمارك: مركز تاريخ الأعمال، كلية كوبنهاغن للأعمال
أنشئ مركز تاريخ الأعمال في عام 1999 بهدف تعزيز البعد التاريخي في البحث والتدريس في شبكة سي بي إس. اليوم، يتكون من ثمانية أساتذة وخمسة باحثين في درجة الدكتوراه وما بعد الدكتوراه يشتركون في اهتمام شديد بالطريقة التي يساهم بها التاريخ في فهم أفضل للمجتمع والأعمال التجارية.
غلاسكو، المملكة المتحدة: مركز تاريخ الأعمال في اسكتلندا
مركز تاريخ الأعمال في اسكتلندا (CBHS)، الذي تم افتتاحه في عام 1987، هو وحدة البحث الوحيدة في اسكتلندا في هذا المجال ويحسب كأعضاء كاملين 13 مؤرخا تجاريا يعملون في التدريس والبحث. الهدف الرئيسي ل CBH هو تشجيع وتسهيل وإجراء البحوث في جميع جوانب تاريخ الأعمال التجارية، مع التركيز خصوصًا على حوكمة الشركات والابتكار والتغيير التنظيمي.
ميلانو، إيطاليا: مجموعة بوكوني لتاريخ الأعمال
يقع مقر مجموعة بوكوني لتاريخ الأعمال في جامعة بوكوني، ميلانو (www.unibocconi.it)، في قسم تحليل السياسات والإدارة العامة. تتكون المجموعة من علماء دائمين وغير دائمين يقومون بإجراء أبحاث في مختلف مجالات تاريخ الأعمال. تنشط المجموعة في تنظيم المؤتمرات والندوات على المستويين الوطني والدولي. عمومًا، تشمل الاهتمامات البحثية لأعضائها مواضيع مثل ريادة الأعمال، وتاريخ الموضة والصناعات الإبداعية، والأعمال التجارية الدولية، والأعمال التجارية العائلية، والمؤسسات المملوكة للدولة.
أوسلو، النرويج: مركز تاريخ الأعمال
أنشئ مركز تاريخ الأعمال (CBH) في كلية BI النرويجية للأعمال في أوسلو في عام 1989، ويشكل، مع فريق من 14 مؤرخا ومنسق بحث واحد، أكبر مجموعة من المؤرخين الاقتصاديين ورجال الأعمال في النرويج. المركز هو جزء من إدارة الابتكار والتنظيم الاقتصادي في BI. يهدف CBH إلى تحسين فهم مؤسسات الأعمال والتفاعلات بين الشركات والمجتمع بالإضافة إلى ديناميات التنمية الاقتصادية. يتضمن البحث وجهات النظر الاقتصادية والسياسية والاجتماعية والثقافية.
يتم تكليف الجزء الرئيسي من البحث بالعمل، ويتم تنظيمه بطريقة تضمن الحرية الأكاديمية للباحث، من خلال عقود موحدة وأيضا مع لجان الكتب التي تعلق على المخطوطات.
ريدينغ، المملكة المتحدة: مركز تاريخ الأعمال الدولي (CIBH)، كلية هينلي للأعمال في جامعة ريدينغ
أنشئ مركز تاريخ الأعمال التجارية الدولية (CIBH) في عام 1997 وجزء من كلية هينلي للأعمال التجارية في جامعة ريدينغ، وهو أكبر مركز لتاريخ الأعمال التجارية في المملكة المتحدة. يسعى CIBH إلى تعزيز دراسة تطور الأعمال والإدارة في سياق دولي ومقارن. يركز أعضاء المركز التسعة بشكل رئيسي على مختلف جوانب تاريخ الأعمال التجارية الدولية، ولا سيما على المواضيع المتعلقة بتجارة التجزئة، وصناعات السلع الاستهلاكية، وريادة الأعمال، والملكية الفكرية، والتمويل الصناعي، والشركات الصغيرة، والصناعات الإبداعية، والتجمعات/المناطق الصناعية. يلعب موظفو CIBH أدوارا نشطة في مختلف رابطات التاريخ التجاري والاقتصادي الوطنية والدولية وهم مشاركون نشطون في المؤتمرات الدولية الرئيسية في هذه المجالات.
روتردام، هولندا: تاريخ الأعمال @ إيراسموس [جامعة روتردام]
يجمع تاريخ الأعمال @ إيراسموس بين الباحثين المهتمين بتاريخ الأعمال التجارية. المنصة هي مبادرة من كلية التاريخ والثقافة والاتصالات وكلية روتردام للإدارة، وكلاهما في جامعة إيراسموس روتردام، في هولندا.
أوبسالا، السويد: مركز أوبسالا لتاريخ الأعمال (UCBH)
يرتبط مركز أوبسالا لتاريخ الأعمال (UCBH) تنظيميا واقتصاديا بقسم التاريخ الاقتصادي في جامعة أوبسالا. يركز جزء كبير من البحث على أسئلة حول إنشاء وتطوير المنظمات والأسواق، في المقام الأول داخل القطاع المصرفي والمالي للاقتصاد. يعتبر التفاعل الديناميكي بين المنظمات والمؤسسات، الرسمية وغير الرسمية، عاملا مهما في تحليل التنمية.
أوتريخت، هولندا: تاريخ الأعمال في جامعة أوتريخت
يركز تاريخ الأعمال في جامعة أوتريخت على التطور التاريخي للشركات ورجال الأعمال في سياقهم المؤسسي. كجزء من التاريخ الاقتصادي والاجتماعي، يرتبط تاريخ الأعمال التجارية بالنقاش المركزي حول السؤال عن سبب فقر بعض البلدان والبعض الآخر غني. ما هو دور الأعمال التجارية في النمو الاقتصادي والازدهار؟ لذلك يرتبط تاريخ الأعمال في UU ارتباطا وثيقا بمركز التاريخ الاقتصادي العالمي، وهو منصة UU للبحث الرائد في التطور طويل الأجل للاقتصاد العالمي ومكوناته. يعد تاريخ الأعمال التجارية أيضا جزءا مهما من مجموعة البحوث المكلفة، التي تجري أبحاثا لأطراف ثالثة. غالبا ما يركز هذا البحث على الشركات أو القطاعات الفردية في علاقتها بالمجتمع. من هذين المنظورين، يجد مؤرخو الأعمال في أوتريخت قوتهم في التفاعل بين النقاش العلمي ودراسات الحالة الفردية.
يورك، المملكة المتحدة: مركز تطور الأعمال والمؤسسات العالمية (CEGBI)
تم افتتاح مركز تطور الأعمال والمؤسسات العالمية (CEGBI) في عام 2009 بهدف المساهمة في البحث في فهم كيفية تطور الأعمال التجارية والمؤسسات في جميع أنحاء العالم، وكذلك المساعدة في إبلاغ قضايا الإدارة والسياسات الحالية. المجالات الرئيسية لأبحاث CEGBI هي تاريخ الأعمال الدولي؛ والتسويق العالمي؛ والحوكمة وريادة الأعمال والمشاريع الاجتماعية. تشمل السمات المميزة لأبحاث CEGBI تعدد التخصصات والمنهجيات. إنه يتعامل مع الموضوعات التي تهم الأعمال والإدارة والاقتصاد والتاريخ وعلم الاجتماع والقانون

## مؤتمرات
اجتذب المؤتمر الافتتاحي في غوتنبرغ في آب/أغسطس 1996 أكثر من 230 مشاركا، وفي ذلك الوقت كانت العضوية الأولية المدفوعة ل EBHA الجديدة 214 عضوا. أضافت الترشيحات والانتخابات الأولى للمجلس فرانكو أماتوري (جامعة بوكوني)، وألبرت كاريراس (جامعة بومبيو فابرا)، وويلفريد فيلدنكيرشن، وريتا هريب (كلية هلسنكي للاقتصاد)، وماتياس كيبينغ إلى أول مجلس منتخب رسميا. تم تبني توني سلافين كأول رئيس لشركة EBHA مع جيف جونز كأول سكرتير/أمين صندوق. تقرر في عام 1998 عقد مؤتمر سنوي يبدأ بالمؤتمر الذي عقد في تيرني. منذ ذلك الحين، تجتمع الجمعية سنويا.

## المؤتمرات السابقة
أوتريخت، هولندا
2013 أوبسالا، السويد
2012 باريس، فرنسا (الاشتراك مع جمعية تاريخ الأعمال في اليابان)
2011 أثينا، اليونان
2010 غلاسكو، اسكتلندا
ميلانو، إيطاليا 2009
2008 بيرغن، النرويج
2007 جنيف، سويسرا
2006 كوبنهاغن، الدنمارك
2005 فرانكفورت، ألمانيا
2004 برشلونة، إسبانيا
2003 لويل، الولايات المتحدة الأمريكية (مشترك مع BHC)
2002 هلسنكي، فنلندا
2001 أوسلو، النرويج
2000 بوردو، فرنسا
1999 روتردام، هولندا
1998 تيرني، إيطاليا
1996 غوتنبرغ، السويد

## الرؤساء السابقون ل EBHA
013-2015 راي ستوكس، جامعة غلاسكو، المملكة المتحدة
2011-2013 هارم ج. شروتر، جامعة بيرغن، النرويج
2010-2011 ألبرت كاريراس، [5] جامعة بومبيو فابرا، إسبانيا
2008-2009 بير بوجي، جامعة جنوب الدنمارك
2006-2007 يوسف كاسيس، جامعة جنيف، سويسرا
2004-2005 جامعة ماري روز لانكستر، المملكة المتحدة
2002-2003 كيتي سلويرمان، جامعة أوتريخت، هولندا
2000-2001 فرانكو أماتوري، جامعة بوكوني، إيطاليا
1998-1999 جيفري جونز، كلية هارفارد للأعمال، الولايات المتحدة الأمريكية
1993-1997 توني سلافين، جامعة غلاسكو، المملكة المتحدة

## ارتباطات قابلة للمقارنة
تعمل الجمعيات الأخرى المكرسة لتاريخ الأعمال التجارية على المستويين الوطني والدولي:
رابطة مؤرخي الأعمال
مؤتمر تاريخ الأعمال
Associacion Espanola de Historia Economica (إسبانيا)
الرابطة الفرنسية للاقتصاديين المؤرخين (فرنسا)
رابطة التاريخ الاقتصادي الدولي
Gesellschaft für Unternehmensgeschichte e.V. (جمعية تاريخ الأعمال، ألمانيا)
جمعية تاريخ الأعمال في اليابان